# Элисондо, Орасио
Ора́сио Марсе́ло Элисо́ндо (исп. Horacio Marcelo Elizondo; род. 4 ноября 1963, Кильмес, Буэнос-Айрес) — аргентинский футбольный судья.

## Биография
По своей основной профессии Орасио Элисондо — преподаватель физкультуры. С 1992 года начал обслуживать в качестве судьи матчи чемпионата Аргентины. С 1996 года — арбитр ФИФА. Первым международным матчем, который обслуживал Орасио, стала игра между Эквадором и Колумбией 6 октября 1996 года.
Судил финальный матч чемпионата мира 2006 года между Италией и Францией. Лучший арбитр мира 2006 года.
Помимо этого, среди главных матчей, которые судил Элисондо, выделяются финалы Кубка Либертадорес:
Известен своим жёстким решением по отношению к Зинедину Зидану, которого арбитр удалил в финале чемпионата мира по футболу 2006 года после стычки с Марко Матерацци. На том же чемпионате удалил Уэйна Руни в четвертьфинальном матче Англия — Португалия.
В настоящий момент Элисондо завершил карьеру арбитра, за 6 лет до крайнего срока для судей. Последним матчем, который он судил, стал поединок между «Бокой Хуниорс» и «Ланусом» 10 декабря 2006 года.

## Важнейшие матчи, на которых работал Элисондо
Турниры
- Чемпионат мира среди юношей не старше 17 лет 1997 и 2005 годов
- Чемпионат мира среди молодёжных команд 2003 и 2005 годов
- Олимпийский футбольный турнир 2004 года
- Клубный чемпионат мира по футболу 2000 года
- Кубок Америки 1997 и 1999 годов
- Чемпионат мира 2006 (5 матчей)

Игры
- Финал Кубка Либертадорес 2002 ( Олимпия —  Сан-Каэтано)
- Финал Кубка Либертадорес 2005 ( Сан-Паулу —  Атлетико Паранаэнсе)
- Финал чемпионата мира 2006 ( Италия —  Франция)
- Финал Кубка Либертадорес 2006 ( Интернасьонал —  Сан-Паулу)

## Достижения
- Арбитр матча-открытия чемпионата мира 2006
- Арбитр финала чемпионата мира 2006
- Лучший арбитр мира по версии журнала World Soccer: 2006
- Лучший арбитр мира по версии IFFHS: 2006